# Olga de Dios
Olga de Dios (San Sebastián, 1979) es una ilustradora española, autora de libros de literatura infantil. Su colección de álbumes ilustrados Monstruo Rosa ha sido traducida a catorce idiomas en más de veinte países.

## Trayectoria
Su primer trabajo, Monstruo Rosa (Apila Ediciones, 2013) es un cuento bestseller presente en más de 20 países como China, Corea, Japón, Brasil, EEUU, Canadá, Francia, Turquía, Colombia o Chile, ampliamente utilizado para tratar la diversidad LGTBI con niños y niñas y “tiene mucho de autobiografía”. De Dios se declara lesbiana y activista. En una entrevista con El Diario dijo que Monstruo Rosa es "la historia es de un monstruo, pero en realidad es la historia de una persona como yo que se ha sentido diferente en la sociedad en la que vivimos”.
Además de Monstruo Rosa, es autora de exitosos álbumes ilustrados como Monstruo Azul, Pájaro amarillo, Leotolda, Buscar o Rana de tres ojos, cuyos personajes protagonistas aprenden a superar sus desventajas y tratan temas como la importancia de la tolerancia, la colaboración, el cuidado del medioambiente o la creatividad.
Algunas de sus ilustraciones han sido expuestas en la feria de literatura infantil CCBF de Shanghai (China) en 2013 y en 2016. 
La autora salió en los medios de comunicación cuando la exministra de Igualdad Irene Montero compartió una foto del exvicepresidente del Gobierno Pablo Iglesias leyendo el cuento Monstruo Azul a sus hijos el día de Reyes de 2022.

## Publicaciones
Como autora e ilustradora:
- Bicho Pelota. Apila Ediciones, 2023
- Monstruo Azul. Apila ediciones, 2020
- Los tres hermanos de Oro. Nube de tinta. Penguin Random House, 2018
- Rana de Tres Ojos. Apila ediciones, 2017
- Leotolda.  2016. Apila ediciones, 2019
- En familia. La Casa Encendida, 2015
- Pájaro Amarillo. Apila Ediciones, 2015
- BUSCAR. Nube Ocho Ediciones, 2014
- Monstruo Rosa. Apila Ediciones, 2013

Como ilustradora:
- If You’re a Drag Queen and you know it. Running Press Kids. Hachette Book Group USA, 2020 Lil Miss Hot Mess, ilustrado por Olga de Dios.
- The hips on the drag queen go swish, swish, swish. Running Press Kids. Hachette Book Group USA, 2020 Lil Miss Hot Mess, ilustrado por Olga de Dios.
- ¿Qué bigotes me pasa?  Baobab. Destino infantil & juvenil. Grupo Planeta, 2019 Con versos de María Leach e ilustraciones de Olga de Dios
- Érase una vez un mundo mejor. Grupo Planeta, 2016
- Ataques de… Colección Barco de Vapor. Serie Blanca. Editorial SM, 2015 Escrito por Alejandro Fárnandez de las Peñas. Ilustrado por Olga de Dios.
- Cuentos clásicos para chicas modernas.  Noguer. Grupo Planeta, 2013 Escrito por Lucía Etxebarría y Allegra R. Ilustrado por Olga de Dios.

Colaboraciones en obras colectivas autoeditadas:
- Jhh #05. Fanzine autoeditado, 2015
- Monster Box. Slanted Publisher, 2014
- Lluvia estúpida. Fanzine autoeditado, 2014
- Jhh #04. Fanzine autoeditado, 2014
- Altruistic Colouring Book. Altruistickers, 2013
- Jhh #03. Fanzine autoeditado, 2013

## Reconocimientos
- Premio JUUL. 2021. Federación Navarra de Ikastolas. Hiru begiko iguela. 1.º Puesto Categoría 3 – 6 años.
- Nominada a Premio Euskadi de Ilustración, 2018. Departamento de Cultura del Gobierno Vasco
- Premio JUUL. 2018. Federación Navarra de Ikastolas. Munstro Arrosa. 3.º Puesto Categoría 3 – 6 años.
- Premio FancineGay, 2017. Fundación Triángulo. Extremadura. España
- Premio Shaker Creator, 2016. CCBF China Shanghai International Children´s Book Fair
- Premio Triángulo Cultural , 2014. COGAM. Madrid. España
- Premio Aurelio Blanco , 2014. Consejería de educación de la Comunidad de Madrid. España
- Premio Golden Pinwheel, 2013. CCBF China Shanghai International Children´s Book Fair
- Premio Apila Primera Impresión, 2013. Apila Ediciones. España